# Clause de protection égale

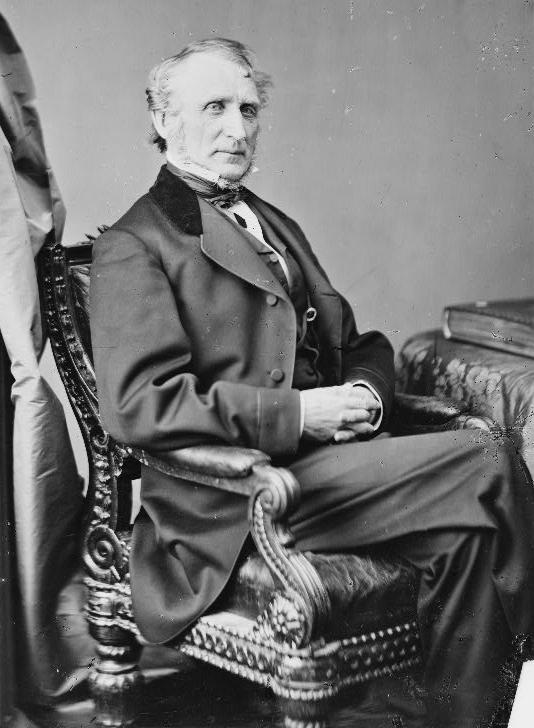
Le représentant John A. Bingham de l'Ohio, principal rédacteur du quatorzième amendement. Le membre du Congrès John Bingham de l'Ohio a été le principal rédacteur de la clause de protection égale.

La Clause de Protection égale, qui fait partie du Quatorzième Amendement de la Constitution des États-Unis, dispose que :

« Aucun État ne pourra, dans sa juridiction,.... dénier à une personne une protection identique à celle inscrite dans les lois »

La Clause de Protection égale peut être vue comme une tentative pour garantir la promesse d'un engagement déclaré des États-Unis sur le fait que tous les hommes sont nés égaux devant la loi, en autorisant le pouvoir judiciaire à renforcer ce principe contre les États.